# Baragwanathia
Baragwanathia is een geslacht van uitgestorven Lycopsida van de Boven-Silurische tot de Onder-Devonische periode (427 tot 393 miljoen jaar geleden), waarvan fossielen zijn gevonden in Australië, Canada, China en Tsjechië. De naam is afgeleid van William Baragwanath die de eerste exemplaren van de typesoort Baragwanathia longifolia ontdekte bij Thomson River (Victoria (Australië)).

## Beschrijving
Baragwanathia verschilde van vergelijkbare taxa als Asteroxylon door de aanwezigheid van vaatweefsel in zijn bladeren. Asteroxylon had enaties zonder vaatweefsel. De sporangia werden gedragen in de oksels van de bladeren, die spiraalvormig waren gerangschikt. Ter vergelijking, het nauw verwante geslacht Drepanophycus uit dezelfde periode droeg zijn sporangia op het bovenoppervlak van gespecialiseerde bladeren: sporofyllen. 
Baragwanathia varieerde in grootte, met stengels tot een paar centimeter in diameter en tot een paar meter lang. Ze waren rechtopstaand of opstijgend, af en toe dichotoom (gevorkt) vertakt, en hadden adventieve wortels die op liggende stengels groeiden. Net als in Asteroxylon was de vaatbundel in de stengels een exarche actinostele (met een stervormige rangschikkling van tracheïden) van een primitief ringvormig of spiraalvormig type (zogenaamd G-type). Bladeren waren spiraalvormig op de stengel gerangschikte, onvertakte, bandvormige microfyllen (vier centimeter lang in B. longifolia) met een enkele prominente vaatbundel. De sporangia werden gedragen in de oksel van de bladeren, breder dan lang, opengaand met een in de lengte georiënteerde spleet. Sporen waren trilete isosporen. De gametofyt van Baragwanathia is onbekend.
De soort Baragwanathia brevifolia, beschreven in 2017 uit een enkel fossielexemplaar, had kleinere microfyllen dan andere soorten Baragwanathia. Er zaten mariene soorten (behorende tot de Bryozoa en de Brachiopoda) aan vast en ze groeiden er blijkbaar op, waaruit blijkt dat het onderste deel van de plant in zeewater groeide. Omdat het een van de oudste fossiele lycofyten is, leidt dat tot de conclusie dat op land gevestigde lycofyten evolueerden uit aquatische voorlopers.

## Leeftijd
De leeftijd van Baragwanathia is onzeker, omdat de fossielen beschreven door Lang en Cookson (1935) in eerste instantie van het Boven-Silurische tijdperk leken te zijn, geassocieerd zoals ze waren met het graptolieten-geslacht Monograptus. Dit zou de soort veruit de meest geavanceerde bekende plant van die tijd maken. De Silurische (Ludloviaanse) datering van de afzetting in Victoria, Australië, die de type-exemplaren van Baragwanathia longifolia voortbracht, werd later weerlegd, omdat Monograptus (en in het bijzonder de op die plaats aanwezige soort) later in het Onder-Devoon bleek te bestaan. Sindsdien zijn er exemplaren gevonden uit een andere Victoriaanse plaats die voorkomen bij echte laat-silurische graptolieten. Baragwanathis brevifolia is gedateerd op het Onder-Pridoli, ongeveer 422 miljoen jaar geleden. Het geslacht Baragwanathia bleef ten minste bestaan tot het Emsien (Boven-Devoon) en had waarschijnlijk een wereldwijde verspreiding.